# Olaf Schulze

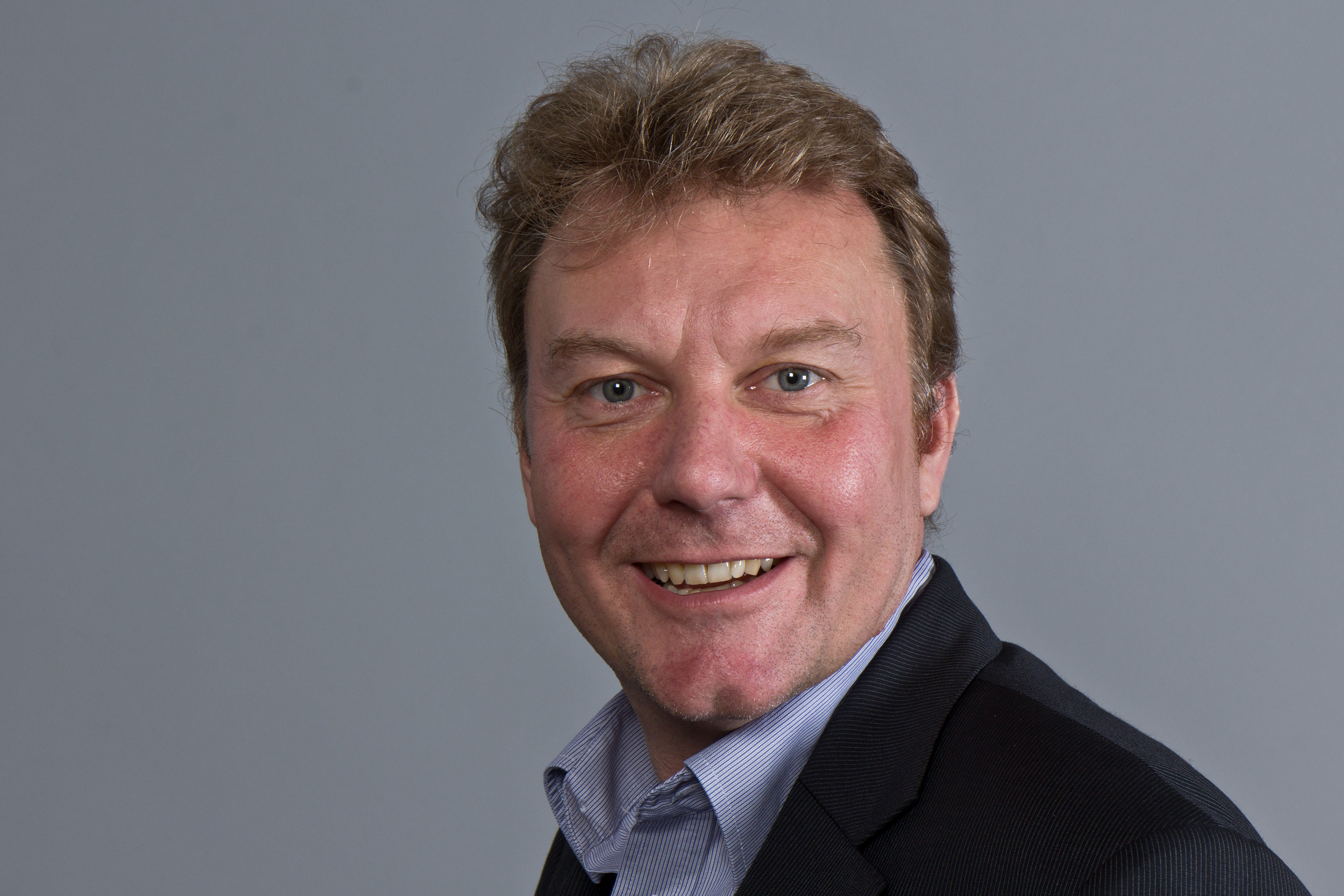
Olaf Schulze, 2013

Olaf Schulze (* 26. Mai 1967 in Geesthacht) ist ein deutscher Politiker (SPD).

## Leben und Beruf
Nach dem Hauptschulabschluss im Jahr 1982 absolvierte Schulze bis 1986 eine Lehre zum Gas- und Wasserinstallateur und war danach als Geselle in seinem erlernten Beruf tätig. Im Jahr 2001 wechselte er als Gewerkschaftssekretär zur IG Bauen-Agrar-Umwelt und besuchte in den Jahren 2002 bis 2003 die Akademie der Arbeit in Frankfurt am Main.

## Partei
Schulze trat im Jahr 1985 in die SPD ein. Er war von 1991 bis 1993 Juso-Vorsitzender in Geesthacht und gehörte erstmals dem Vorstand des SPD-Kreisverbandes Herzogtum Lauenburg an. In den Jahren 2005 bis 2011 war er hier stellvertretender Kreisvorsitzender. Seit 2006 ist er Vorsitzender des SPD-Ortsvereins Geesthacht.

## Abgeordneter
In den Jahren 1988 bis 1990 gehörte Schulze der Gemeindevertretung von Dassendorf und von 1994 bis 2001 der Ratsversammlung von Geesthacht an. In seiner Heimatstadt ist er seit 2008 Aufsichtsratsvorsitzender der Stadtwerke Geesthacht.
Von 2005 bis 2015 war er Mitglied des Landtages von Schleswig-Holstein und ist hier energiepolitischer Sprecher der SPD-Landtagsfraktion. In den Jahren 2009 bis 2015 war er Mitglied im Fraktionsvorstand der SPD-Landtagsfraktion und ab 2012 darüber hinaus wirtschaftspolitischer Sprecher der Fraktion und Vorsitzender des SPD-Fraktionsarbeitskreises für Wirtschaft, Technologie, Tourismus und Verkehr.
Olaf Schulze ist 2005 und 2012 als direkt gewählter Abgeordneter des Wahlkreises Lauenburg-Süd in den Landtag Schleswig-Holstein eingezogen. Bei der Landtagswahl 2012 erreichte er hier 38,7 % der Erststimmen. Im Jahr 2009 zog er über die SPD-Landesliste in das Parlament ein.
Am 8. November 2015 wurde er mit 60,0 % der Stimmen zum Bürgermeister der Stadt Geesthacht gewählt. Ende 2015 gab er sein Landtagsmandat zurück, um sein Amt als direkt gewählter Bürgermeister anzutreten.